# Jeff Tambellini
Jeffrey „Jeff“ Tambellini (* 13. April 1984 in Port Moody, British Columbia) ist ein ehemaliger kanadischer Eishockeyspieler und derzeitiger -trainer, der im Verlauf seiner aktiven Karriere zwischen 2000 und 2017 unter anderem 248 Spiele für die Los Angeles Kings, New York Islanders und Vancouver Canucks in der National Hockey League auf der Position des linken Flügelstürmers bestritten hat. Seit Sommer 2017 ist Tambellini Assistenztrainer an der University of Michigan. Sein Vater Steve Tambellini war ebenfalls ein professioneller Eishockeyspieler.

## Karriere

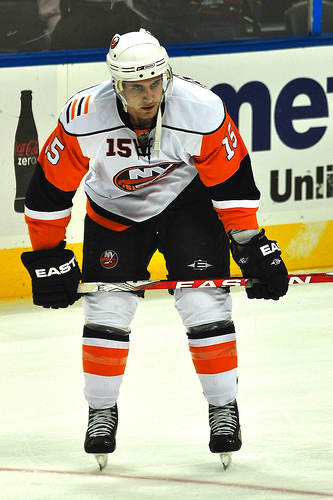
Tambellini im Trikot der New York Islanders

Jeff Tambellini begann seine Karriere als Eishockeyspieler bei den Chilliwack Chiefs, für die er von 2000 bis 2002 in der British Columbia Hockey League aktiv war. Anschließend spielte er drei Jahre für die University of Michigan. In dieser Zeit wurde der Kanadier im NHL Entry Draft 2003 in der ersten Runde als insgesamt 27. Spieler von den Los Angeles Kings ausgewählt, für die er in der Saison 2005/06 sein Debüt in der National Hockey League gab. Nach vier NHL-Spielen für die Kings, in denen Tambellini keinen Scorerpunkt erzielte, wurde er am 8. März 2006 zusammen mit Denis Grebeschkow im Tausch für Mark Parrish und Brent Sopel an die New York Islanders abgegeben, für die er bis Saisonende 2009/10 spielte. Zusätzlich wurde der Angreifer regelmäßig in New Yorks’ Farmteam, die Bridgeport Sound Tigers aus der American Hockey League, eingesetzt.
Am 1. Juli 2010 unterschrieb er bei den Vancouver Canucks, mit denen Tambellini in der Saison 2010/11 die Finalserie um den Stanley Cup erreichte. Im Juli 2011 einigte sich der Angreifer auf einen Kontrakt für drei Jahre bei den ZSC Lions aus der Schweizer National League A, sein Vater hatte in der Saison 1988/89 ebenfalls in Zürich gespielt. Im Dezember 2012 wurde der Vertrag bei den Lions in beiderseitigem Einvernehmen aufgelöst, woraufhin Tambellini einige Monate vereinslos war. Im April 2013 schloss er sich dem schwedischen Klub MODO Hockey aus der Svenska Hockeyligan an und verbrachte dort die komplette Saison 2013/14. Anschließend kehrte der Angreifer in die NLA zurück und stand zu Beginn der Spielzeit 2014/15 für Fribourg-Gottéron auf dem Eis, wo er einen Vertrag bis zum Ende der Saison 2015/16 besaß. Diesen erfüllte er jedoch nicht, sondern wechselte im Januar 2015 zu den Växjö Lakers, mit denen er im April des gleichen Jahres die Schwedische Meisterschaft gewann.
Im Anschluss kehrte der Kanadier nach Nordamerika zurück und schloss sich den Tampa Bay Lightning aus der NHL an. Dort kam er allerdings ausschließlich für deren Farmteam, die Syracuse Crunch, in der American Hockey League zu Einsätzen. Tambellini wechselte daraufhin abermals nach Schweden und stand mit Beginn der Saison 2016/17 bei Djurgårdens IF auf dem Eis. Im Februar 2017 kehrte er zu den Växjö Lakers zurück, ehe er nach der Spielzeit seine Karriere für beendet erklärte. Im Anschluss daran nahm er einen Assistenztrainerposten an seiner Alma Mater, der University of Michigan, an.

### International
Für Kanada nahm Tambellini an der U20-Junioren-Weltmeisterschaft 2004 teil. Dabei gewann er mit der Mannschaft die Silbermedaille, wozu er in sechs Turniereinsätzen fünf Scorerpunkte beisteuerte.

## Erfolge und Auszeichnungen

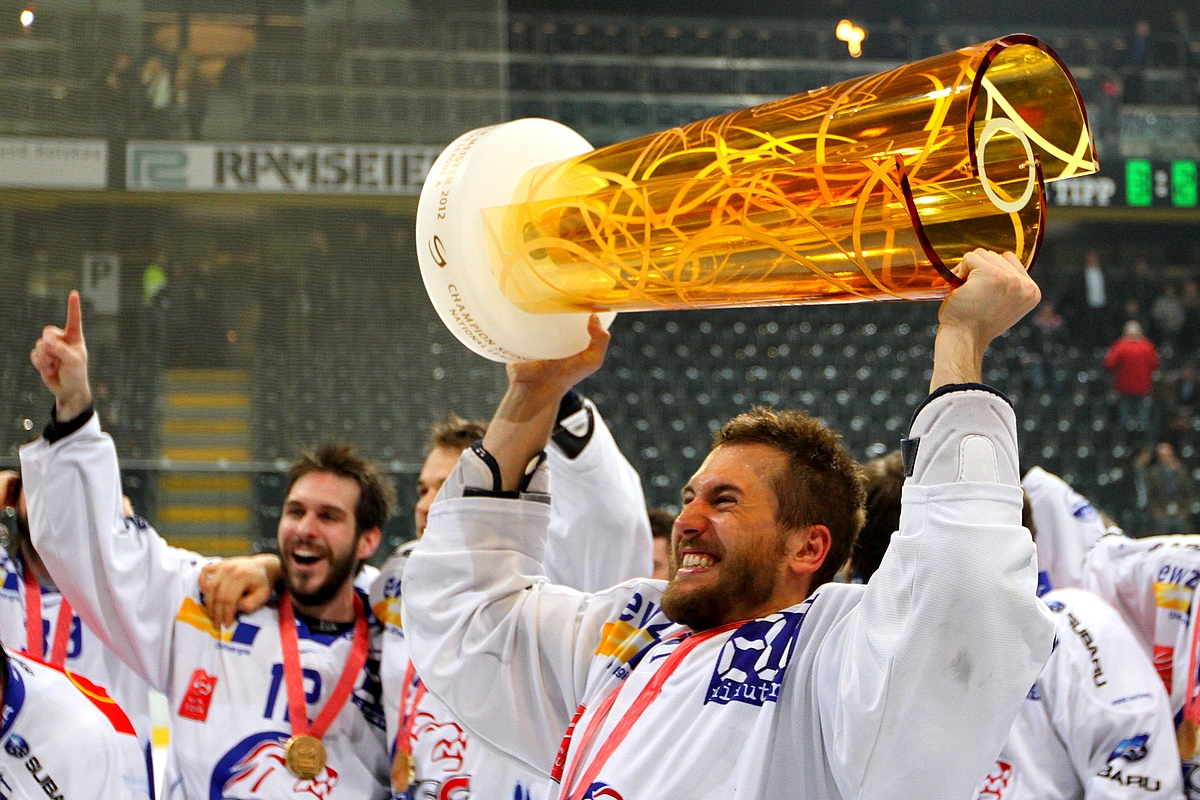
Tambellini mit dem Schweizer Meisterpokal (April 2012)

| - 2000 PIJHL First All-Star Team - 2000 PIJHL Rookie of the Year - 2002 BCHL First All-Star Team - 2002 BCHL Most Valuable Player - 2002 CHL „A“ Player of the Year - 2003 Mason-Cup-Gewinn mit der University of Michigan - 2003 CCHA Rookie of the Year - 2003 CCHA All-Rookie Team | - 2003 CCHA Second All-Star Team - 2005 Mason-Cup-Gewinn mit der University of Michigan - 2005 CCHA First All-Star Team - 2005 NCAA West Second All-American Team - 2006 Teilnahme am AHL All-Star Classic - 2008 Teilnahme am AHL All-Star Classic - 2012 Schweizer Meister mit den ZSC Lions - 2015 Schwedischer Meister mit den Växjö Lakers |

### International
- 2001 Silbermedaille bei der World U-17 Hockey Challenge
- 2004 Silbermedaille bei der U20-Junioren-Weltmeisterschaft

## Karrierestatistik

### International
Vertrat Kanada bei:
- World U-17 Hockey Challenge 2001
- U20-Junioren-Weltmeisterschaft 2004

(Legende zur Spielerstatistik: Sp oder GP = absolvierte Spiele; T oder G = erzielte Tore; V oder A = erzielte Assists; Pkt oder Pts = erzielte Scorerpunkte; SM oder PIM = erhaltene Strafminuten; +/− = Plus/Minus-Bilanz; PP = erzielte Überzahltore; SH = erzielte Unterzahltore; GW = erzielte Siegtore; 1 Play-downs/Relegation; Kursiv: Statistik nicht vollständig)